# Бителево (Микрорайон)
Бителево - Микрорайон на окраине Витебска, в Железнодорожном районе (55.199855, 30.120691) . Находится на расстоянии 400 метров от трассы Р-20. Главными улицами являются 1-я и 2-я Бителёвские улицы. Покрытие дороги в основном - песчаное

## Транспорт
Рядом с поселком находятся 2 остановки(в Мишково/в центр). Ходят автобусы **(13, 43А), троллейбус(13) и маршрутное такси(т-66).Остановки находятся в плачевном состоянии.

## История
В начале XX века застенок Бетелево Мишковской волости Витебского уезда принадлежал купчихе Е. Андреевой и присяжному поверенному Н. Кронбергу. В застенке 3 двора, 15 жителей.
05.12.1936 Витебский Совет рабочих, крестьянских и красноармейских депутатов Витебского района с центром в д. Тирасполь был реорганизован в Витебский сельский Совет с центром д. Федоровка.
16.07.1954 он был преобразован в Бителевский сельский Совет с центром в д. Бителево.
После 22.12.1960 Бителёво относилась к Летчанскому сельсовету с центром в д. Большие Лётцы.